# Marina Solodkin

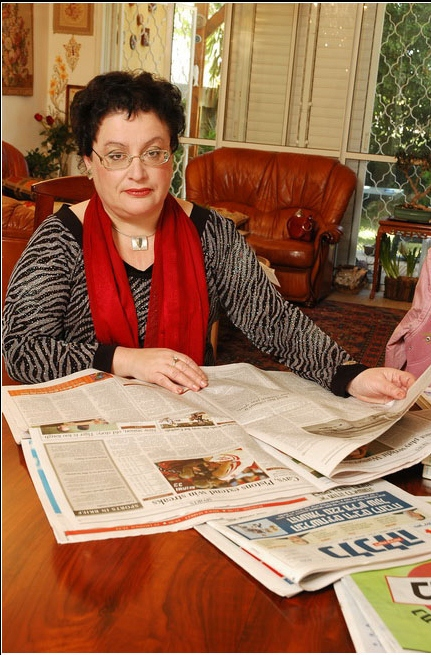
Marina Solodkin im Jahr 2006

Marina Solodkin (hebräisch מרינה סולודקין, russisch Марина Михайловна Солодкина / Marina Michailowna Solodkina, geb. Гершман / Gerschman; * 31. Mai 1952 in Moskau; † 16. März 2013 in Riga, Lettland) war eine israelische Politikerin russischer Herkunft.
Solodkin absolvierte 1969–1974 an der Moskauer Universität ein Studium der Geografie. Im Jahr 1981 erwarb sie den Ph.D. (russ. кандидат наук ‚Kandidat der Wissenschaften‘). 1975–1990 lehrte sie am Allunions-Finanzwirtschafts-Institut. 1987–1990 arbeitete sie zudem als Dozentin in der Abteilung Wirtschaftswissenschaften der Universität.
1991 wanderte sie nach Israel aus. 1991–1996 arbeitete sie am Mayrock-Zentrum für Russland- und Osteuropa-Forschung der Hebräischen Universität in Jerusalem.
Solodkin wurde 1996 für Jisra’el ba-Alija erstmals in die Knesset gewählt. Von August 1999 bis Juli 2000 war sie Stellvertretende Immigrationsministerin. Als die Partei 2003 dem Likud beitrat, wechselte sie zunächst in diese Fraktion, gehörte 2005 dann aber zu den Abgeordneten, die Kadima begründeten (zunächst unter dem Namen Achrajaut Le’umit). Bei der Parlamentswahl 2006 wurde sie als Sechste auf der Kadima-Liste, bei der Wahl 2009 als Zehnte in die Knesset gewählt. Zur Parlamentswahl 2013 trat sie nicht an, da Kadima kaum Chancen auf einen Sitz in der Knesset hatte.
Solodkin schrieb auch Artikel für Zeitungen und Zeitschriften und Bücher. Sie war verheiratet und hatte zwei Kinder. Zuletzt lebte sie in Aschkelon.
Solodkin starb im Alter von 60 Jahren an einem Schlaganfall in einem Hotelzimmer in Riga, wo sie an einer Konferenz gegen Faschismus teilnahm.

## Buchveröffentlichungen
- Wörterbuch der Wirtschaftsgeschichte (russisch, 1995)
- Zivilisationsbeschwerden: Sowjetisches Judentum in Israel in den 1990ern (russisch, 1996)
- Nicht noch eine Generation der Wildnis (hebräisch)